# 何塞·德·埃斯普龍塞達
何塞·德·埃斯普龍塞達（西班牙語：José de Espronceda，1808年3月25日—1842年5月23日）是浪漫主義西班牙詩人。

## 生平
何塞·德·埃斯普龍塞達出生於巴達霍斯省Mondaquera。青年时他在馬德里学习，打算成為一名教師。當他15歲那年，他成立了一個秘密社團，密謀推翻斐迪南七世。他因此被囚禁在修道院和流放。後來，他離開了西班牙，住在里斯本，比利時，法國，英國和荷蘭。
在1833年何塞·德·埃斯普龍塞達返回西班牙，成為西班牙政治極端左翼。何塞·德·埃斯普龍塞達後來去了馬來半島，幫助建立荷蘭殖民地。他在1842年死於白喉。